# 考迭尔
考迭尔，是西班牙瓦伦西亚自治区卡斯特利翁省的一个市镇。总面积62平方公里，总人口704人（2001年），人口密度11人/平方公里。